# Porzófa
A porzófa (Hura crepitans) a Malpighiales rendjébe, ezen belül a kutyatejfélék (Euphorbiaceae) családjába tartozó faj.

## Előfordulása
A porzófa eredeti előfordulási Közép- és Dél-Amerika trópusi térségei, beleértve az amazóniai esőerdőt is. Az afrikai Tanzánia egyes részein inváziós fajjá vált.

## Megjelenése
Ez a trópusi növényfaj örökzöld, és akár 60 méteresre is megnövő fa. A törzsét barna színű, sima kéreg borítja; ezen számos sötétebb színű tövis ül. Nagy ovális levelei akár 60 centiméter szélesek is lehetnek. Egylaki növény. Vörös színű virágainak nincsenek szirmai. A hímvirágok hosszú tüskéken nőnek, míg a nővirágok magányosan, egy-egy levél tövében helyezkednek el. A termése 3-5 centiméter hosszú és 5-8 centiméter átmérőjű, tökszerű toktermés, 16 részleggel; mely ha megérik, robbanásszerű hang kíséretében elpattan; így a 2 cm-es, lapos magvait akár 70 m/s sebességgel kilövi (≈250 km/h). Anton Kerner osztrák botanikus szerint a Hura crepitans 14 méterre röpíti el magvait. A magok emiatt 100 méter távolságra is elkerülhetnek a szülőfától. A lapos mag körülbelül 2 centiméter széles.

## Életmódja
A nedves talajokat kedveli. Főleg az árnyékosabb, semmint a napsütötte erdőrészeket részesíti előnyben.

## Felhasználása
Az ember főleg árnyékadó fának ülteti. Egyes helybéli halászok a tejszerű, mérgező nedveit használják fel halak megmérgezéséhez. A Karib-térség bennszülöttei nyilaik végeit mártották ebbe a méregbe. A faanyagát hura néven bútorkészítésre használják fel. Mielőtt a modernebb töltőtollak megjelentek, eme fa éretlen, félbevágott tokterméséből készítettek írószerszám tárolására alkalmas eszközt.

## Képek

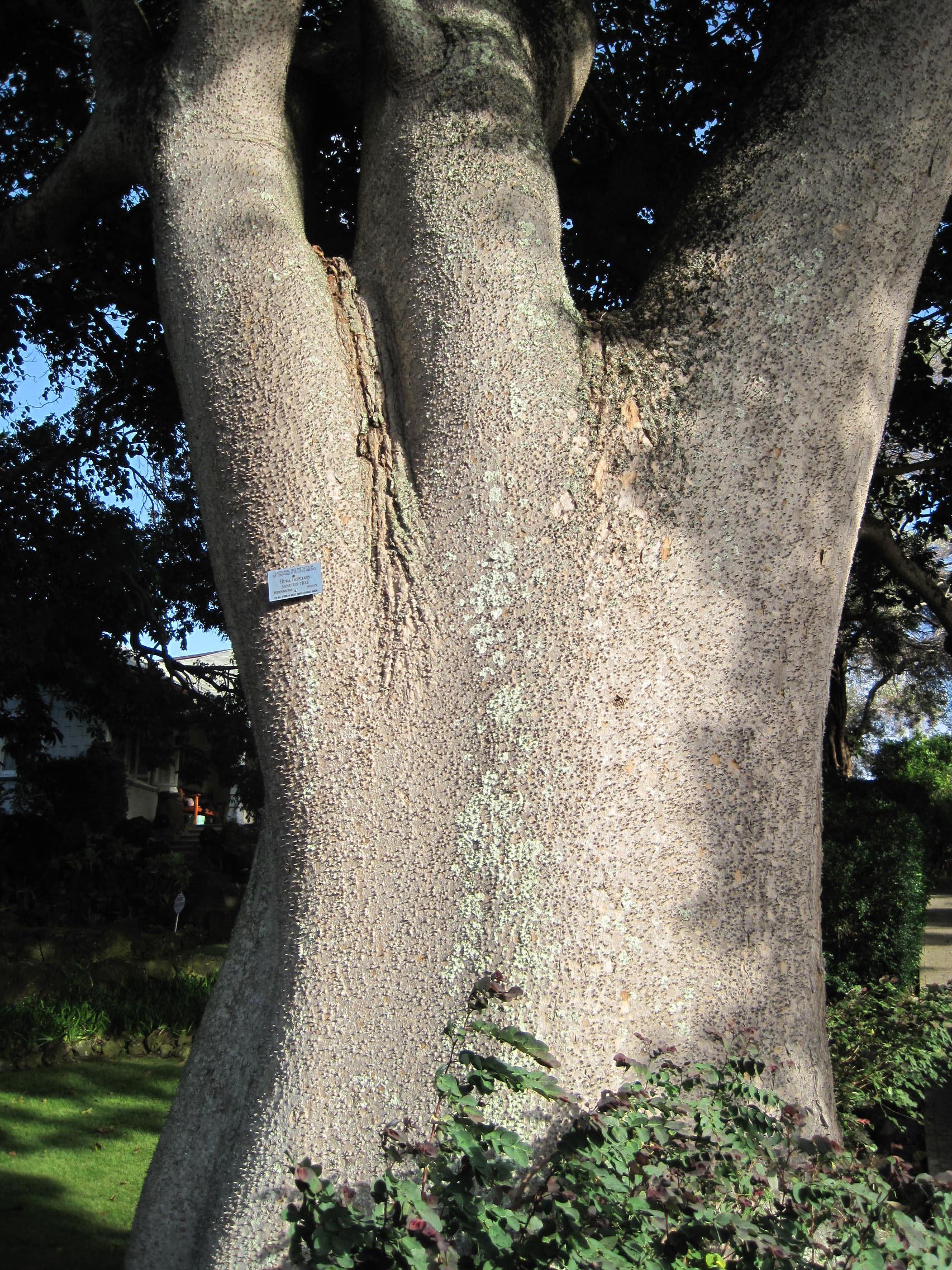
Elágazó törzse
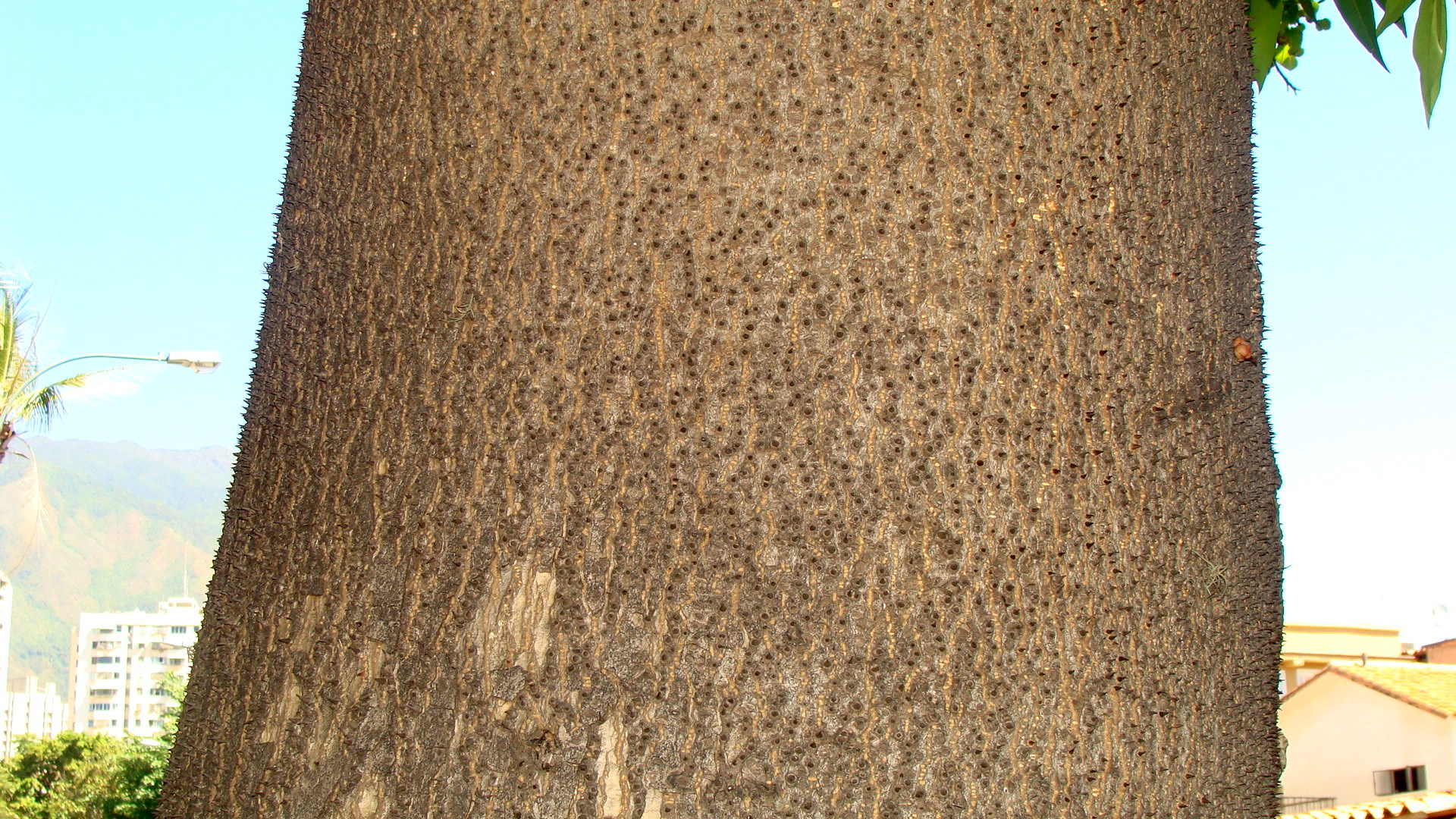
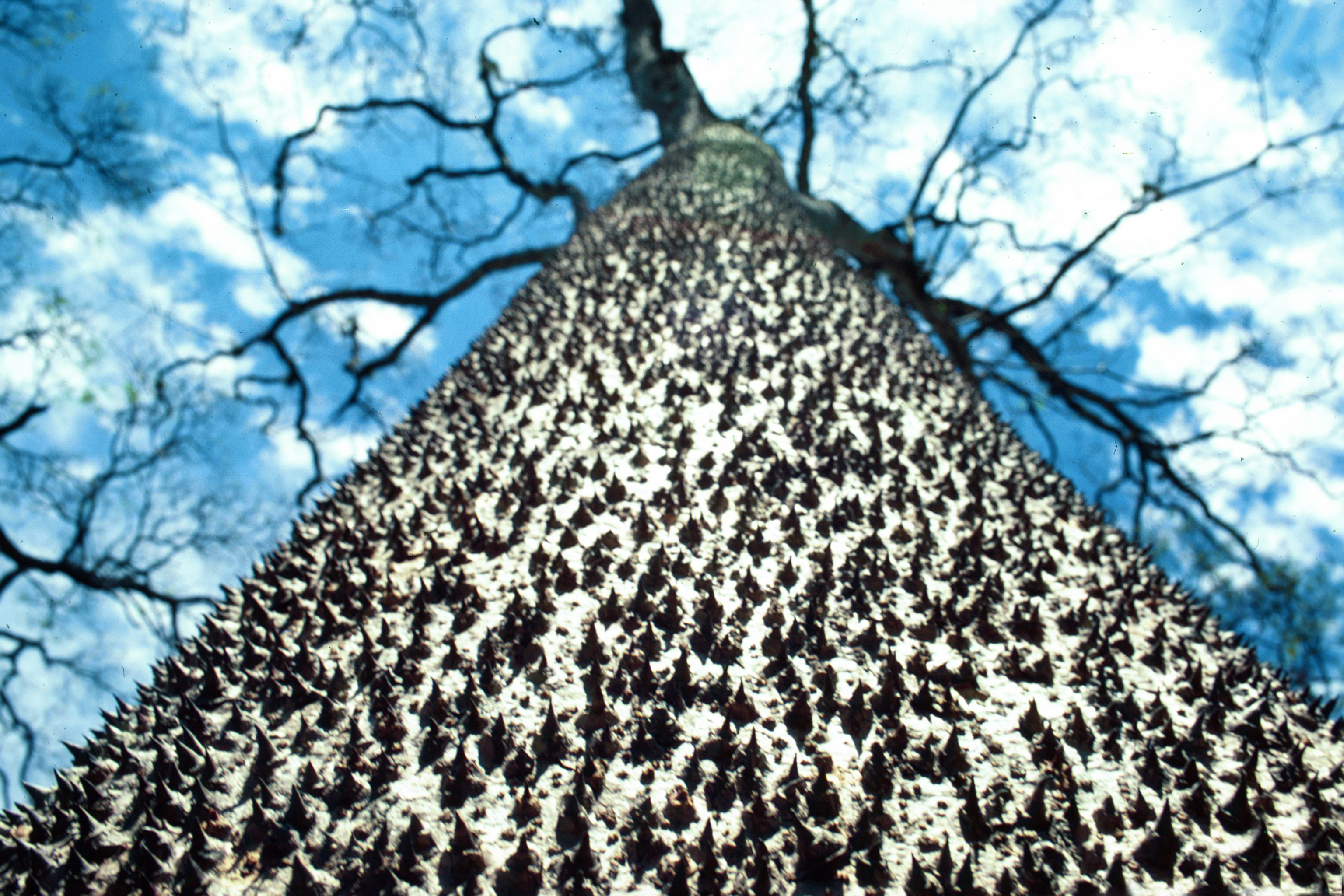
Tövisek
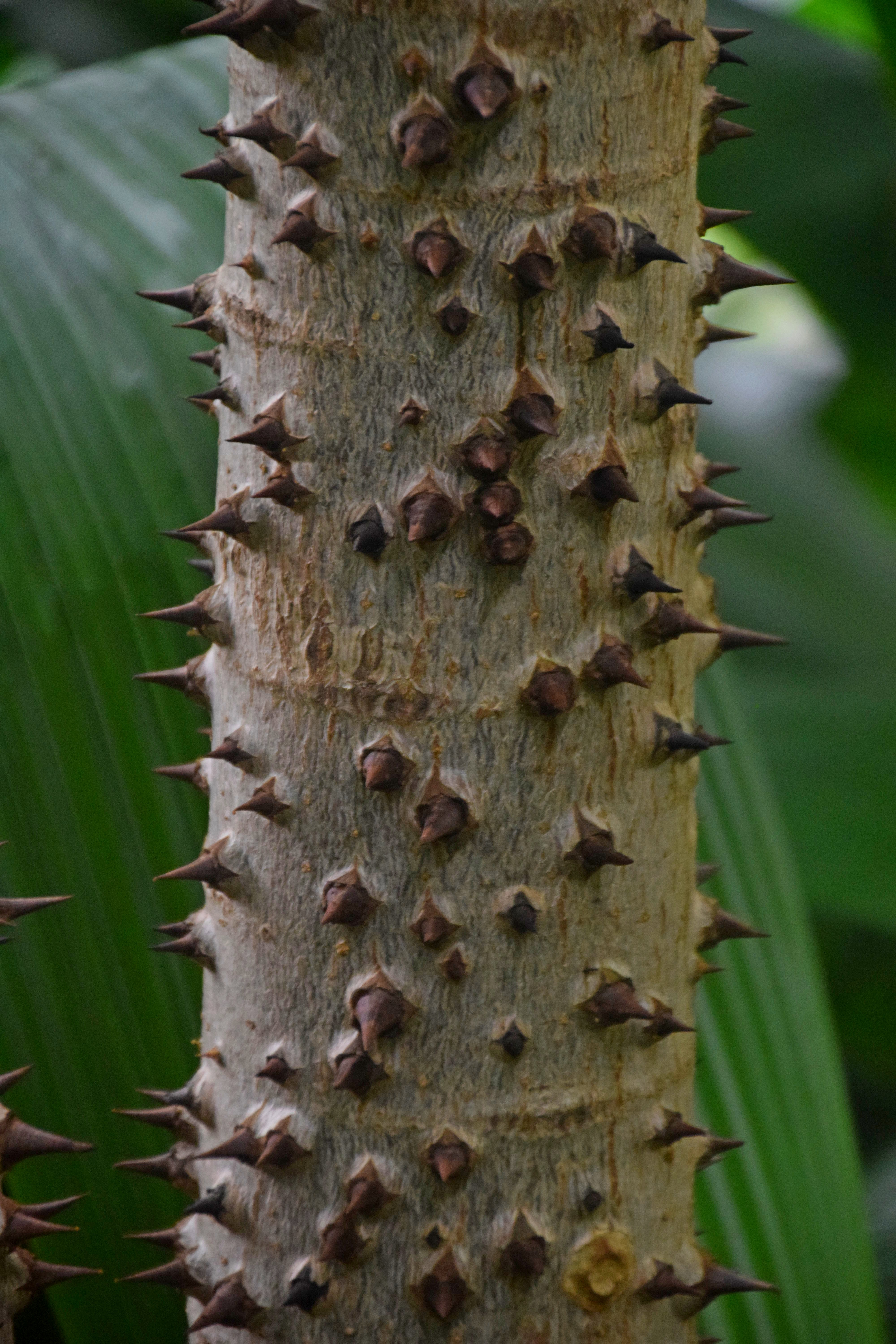
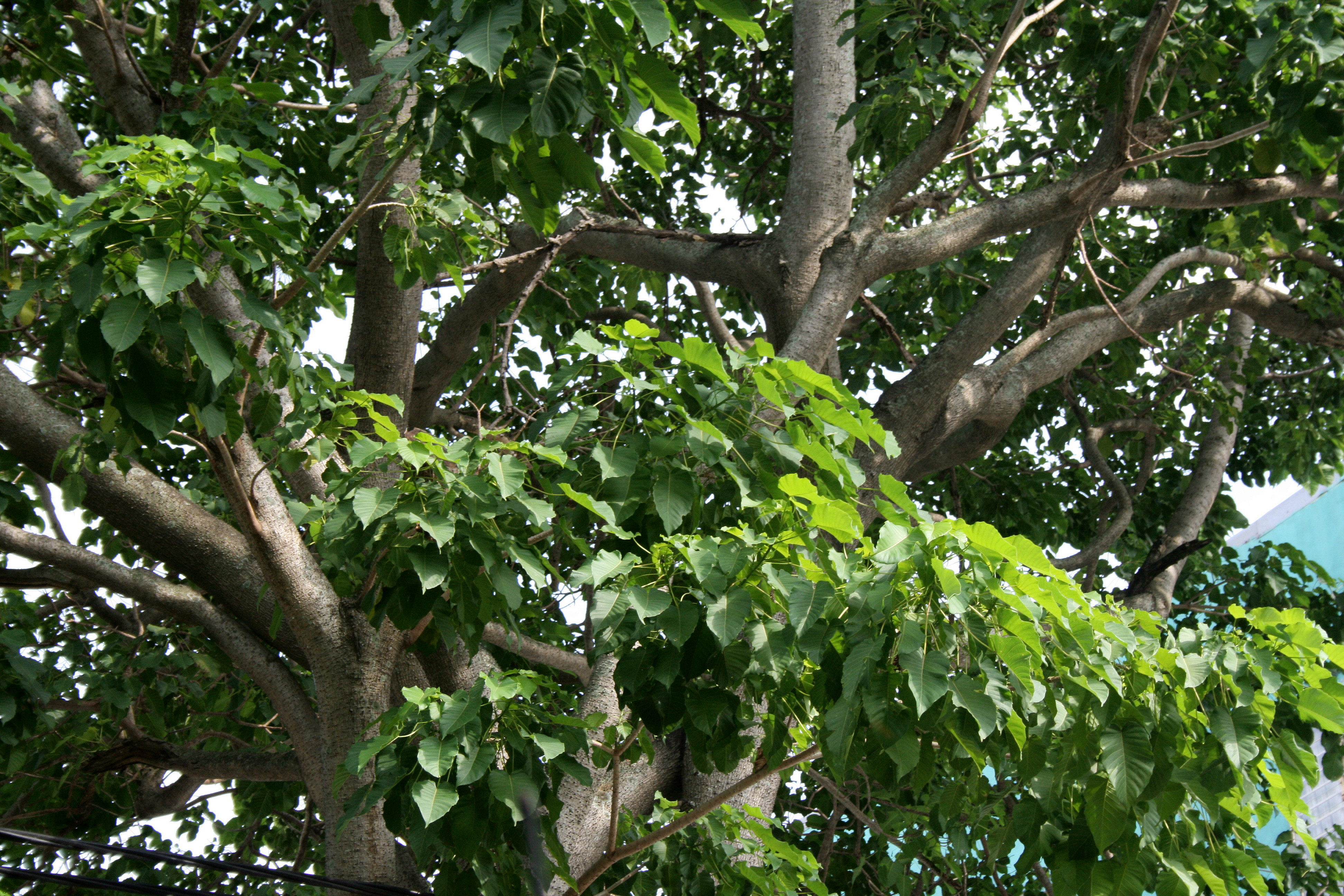
Levelei
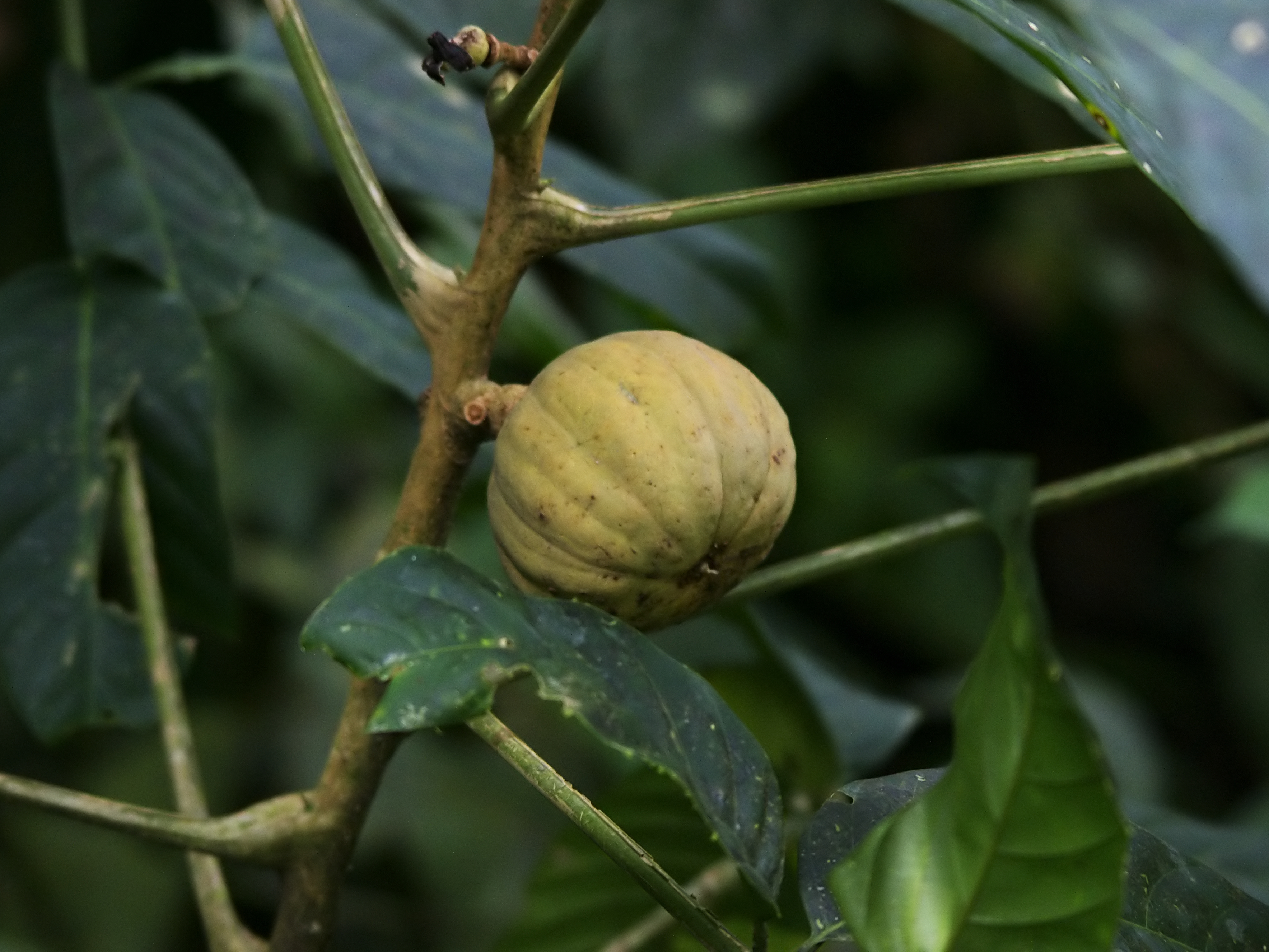
Termései
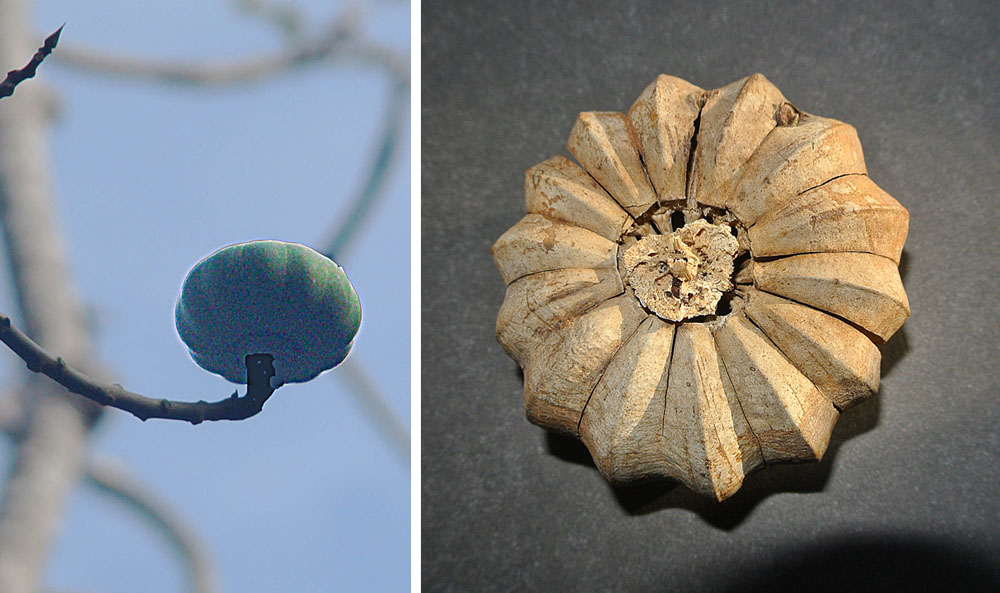
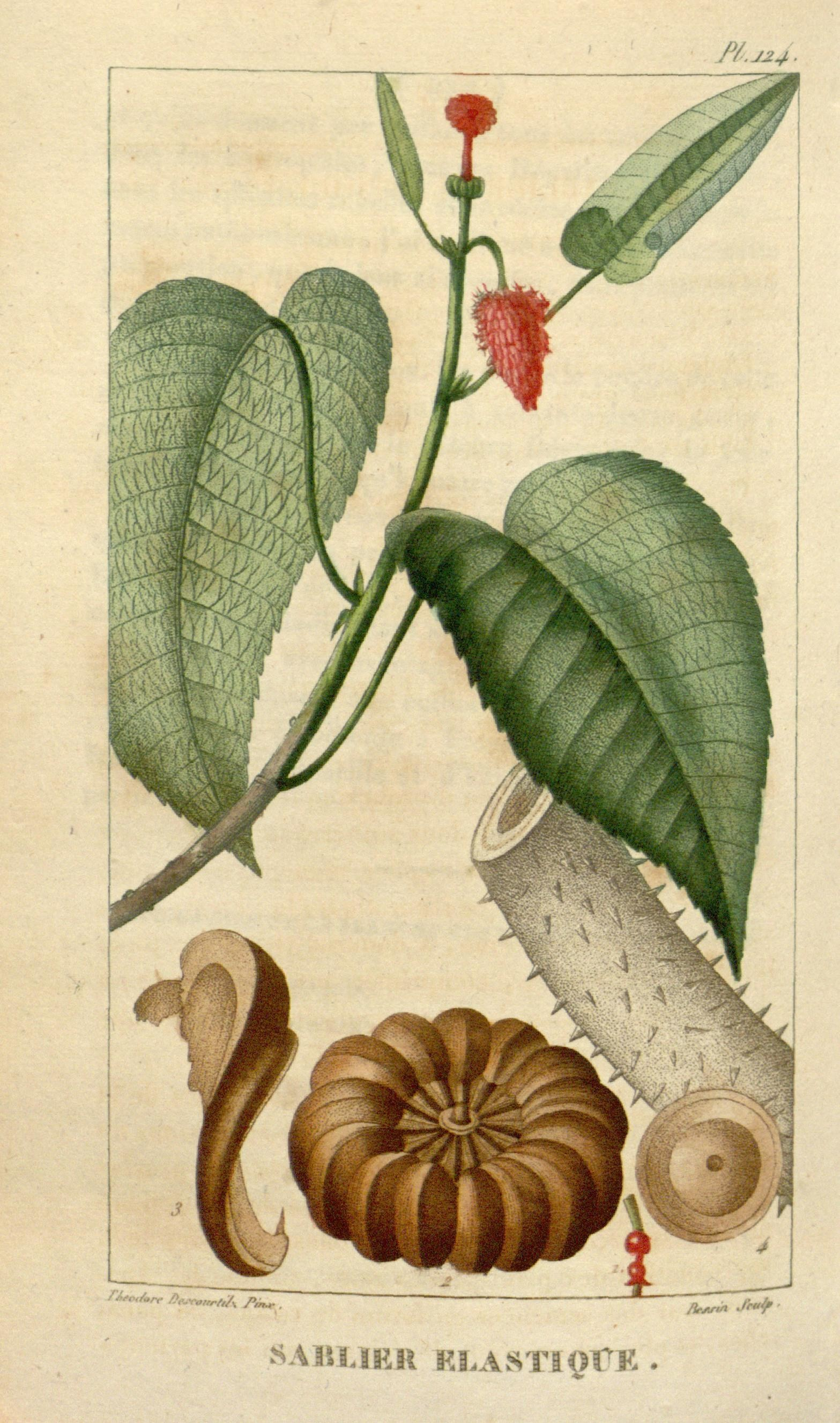
Rajz a növény különböző részeiről

### Fordítás
- Ez a szócikk részben vagy egészben  a   Hura crepitans című angol Wikipédia-szócikk ezen változatának fordításán alapul.  Az eredeti cikk szerkesztőit annak laptörténete sorolja fel. Ez a jelzés csupán a megfogalmazás eredetét és a szerzői jogokat jelzi, nem szolgál a cikkben szereplő információk forrásmegjelöléseként.